# Samyda dodecandra
Samyda dodecandra är en videväxtart som beskrevs av Nikolaus Joseph von Jacquin. Samyda dodecandra ingår i släktet Samyda och familjen videväxter. Inga underarter finns listade i Catalogue of Life.

## Bildgalleri

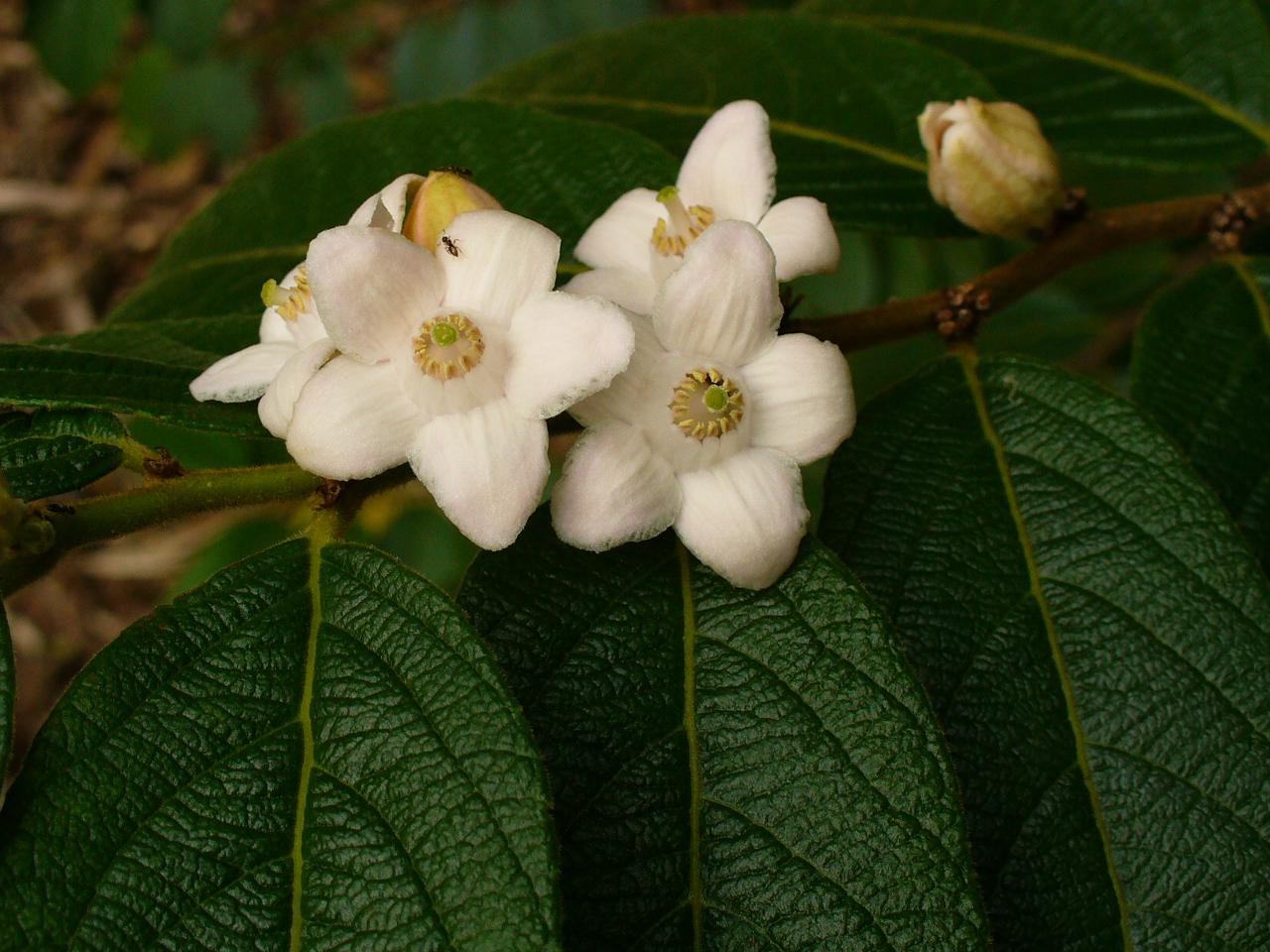
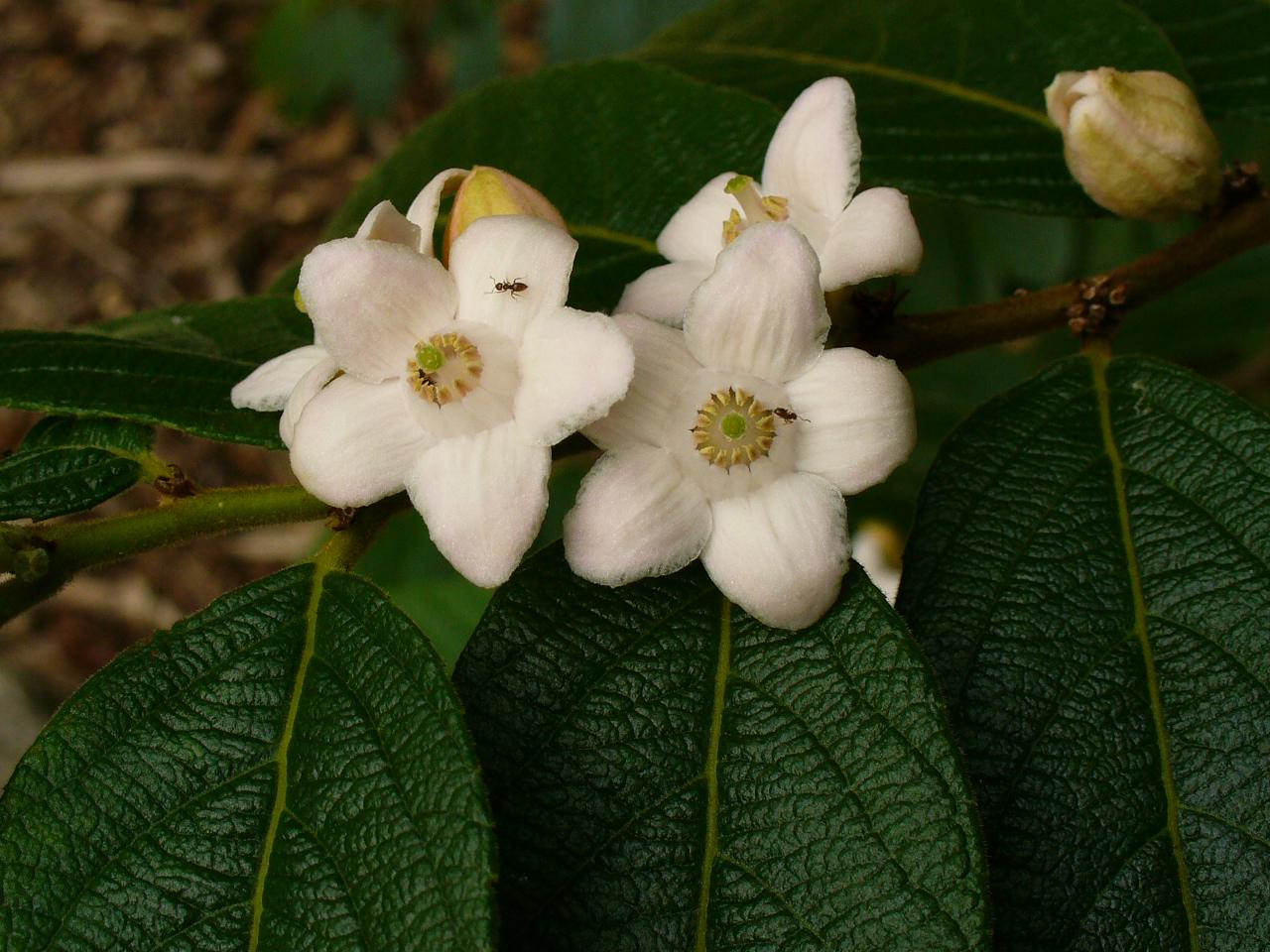